# Leptothorax laestrygon
Leptothorax laestrygon är en myrart som beskrevs av Santschi 1931. Leptothorax laestrygon ingår i släktet smalmyror, och familjen myror.

## Underarter
Arten delas in i följande underarter:
- L. l. laestrygon
- L. l. splendidiceps